# Bangassi (Mali)
Pour les articles homonymes, voir Bangassi.
Bangassi est une localité et une commune rurale malienne, située dans le pays de la Guïdimaxa, de l'arrondissement central de Kayes dans le cercle et la région de Kayes. Elle a pour chef-lieu Bangassi NL.

## Géographie
La localité de Bangassi est située sur la rive droite du fleuve Sénégal et sur la route locale L8 à 10 km à l'ouest du chef-lieu régional Kayes. 
| Djélébou                | Djélébou                       | Koussané        |
| Guidimakan Kéri Kaffo   | Bangassi                       | Gory Gopéla     |
| Kéméné Tambo, Somankidy | Samé Diomgoma, Liberté Dembaya | Khouloum, Kayes |

## Villages
La commune s'étend sur 9 localités relevées lors du recensement général de 2009. 
Les villages les plus peuplés sont :
- Diakalel (3 821 habitants) ;
- Bangassi Gopéla (1 732 habitants) ;
- Bangassi Nango (1 286 habitants).

La loi 2023-007 attribue à la commune rurale 14 villages  :
- Bambéla
- Guémou
- Bangassi Doudou
- Bangassi Doudou Maure
- Bangassi Gopéla
- Bangassi Liberté
- Bangassi Maure
- Bangassi Nango
- Diagalel
- Djiguidian Gopéla
- Diguidian Peulhs
- Madinel
- Ségué Maure
- Sinthiane